# Xenostigmus bifasciatus
Xenostigmus bifasciatus är en stekelart som först beskrevs av William Harris Ashmead 1891.  Xenostigmus bifasciatus ingår i släktet Xenostigmus och familjen bracksteklar. Inga underarter finns listade i Catalogue of Life.